# Saga (Finnmark)
Saga ist eine Ortschaft in der norwegischen Kommune Sør-Varanger, gelegen in der Provinz (Fylke) Finnmark.

## Geografie
Saga liegt südwestlich von Kirkenes am Westufer des Pasvikelva. Die Bucht, an der Saga liegt, heißt Sagbukta. Das Ostufer gehört zu Russland. Um den Weiler herum befinden sich mehrere Moorgebiete, am nördlichen Ende des Ortes entspringt der Sagbekken. Der Ort ist über die Landstraße 885 Svanvikveien an das norwegische Straßennetz angeschlossen.